# Paciencias de Almazán

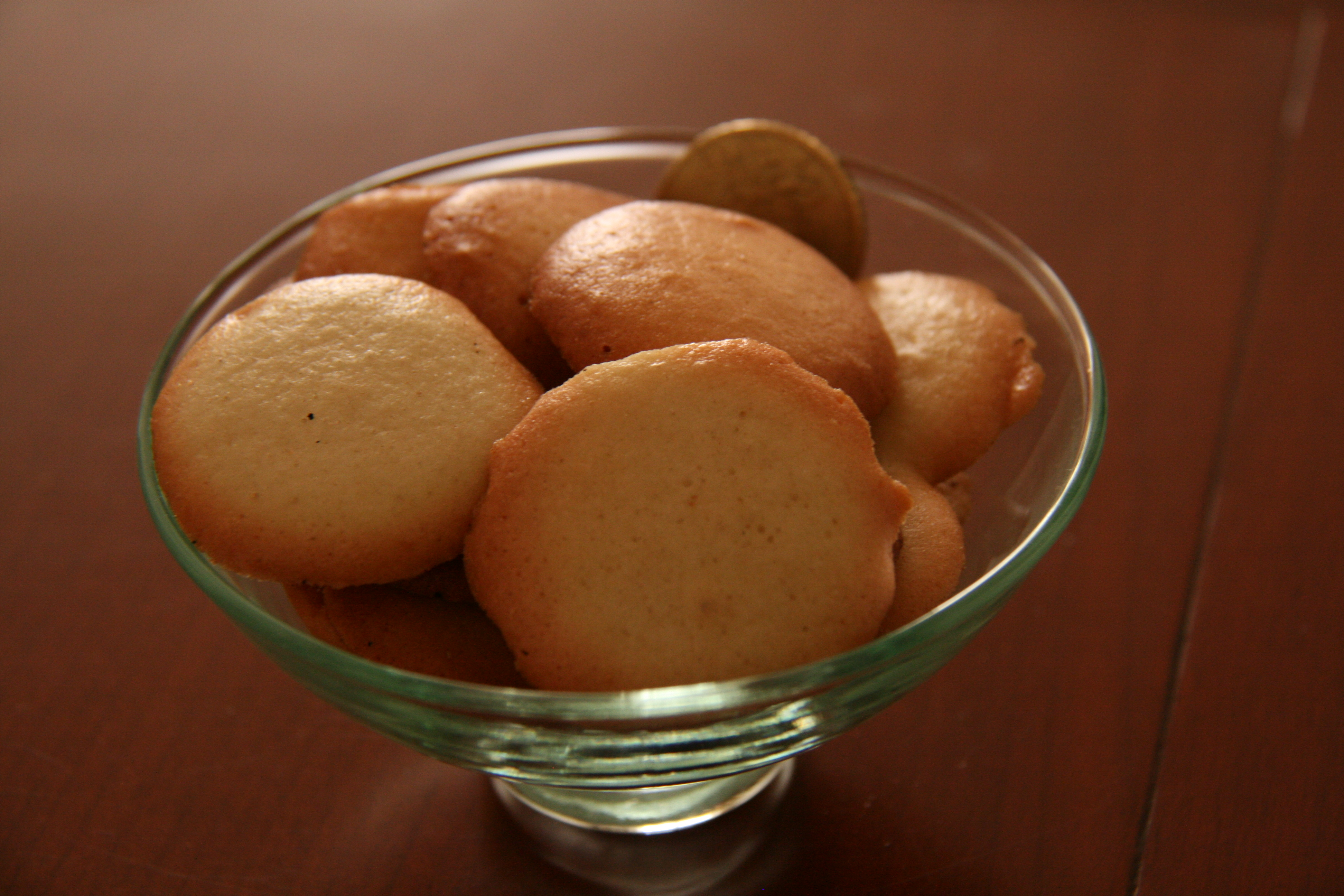
Las paciencias de Almazán en un cuenco de cristal.

Las paciencias son un dulce típico y tradicional de la provincia de Soria, concretamente del municipio de Almazán. Consisten en unas galletas redondas y finas, de interior seco que suele fundirse en el interior de la boca con la propia saliva (de forma similar a un caramelo). 

## Características
Se puede decir que son una especie de galletas de aproximadamenete tres centímetros cada una y una altura aproximada de medio. El borde las paciencias suele ser fino. La pasta de su interior se debe fundir con la saliva de la boca. La masa con la que se hornean las paciencias posee sólo harina, azúcar y esencia de limón y clara de huevo. El horneado permite que las paciencias tengan fechas de caducidad largas. La paciencias se suelen comercializar en bolsas de plástico de 125 gramos hasta el cuarto de kilo. Suelen elaborarse a lo largo del año y resulta fácil encontrarlas en las pastelerías de la provincia de Soria.